# Portada/efemèride agost 6
Gregorio Ricci-Curbastro
« 5 d'agost · 6 d'agost · 7 d'agost »